# Campeonato Mundial de Atletismo en Ruta de 2025
El II Campeonato Mundial de Atletismo en Ruta se celebrará del 26 al 28 de septiembre de 2025 en San Diego (Estados Unidos) bajo la organización de World Athletics y la Federación Estadounidense de Atletismo.